# Мачка и канаринац (филм из 1939)
Мачка и канаринац (енгл. The Cat and the Canary) је амерички хумористички хорор филм из 1939. године, режисера Елиота Наџента, у коме главне улоге играју Боб Хоуп и Полет Годард. Римејк је немог филма Мачка и канаринац из 1927, који је заснован на истоименој представи Џона Виларда.
Филм је издат на DVD формату 2010. и 2011. године. На Blu-ray формату издат је 15. септембра 2020. године.

## Радња
Сајрус Норман је био милионер који је живео у Луизијани са својом домаћицом, госпођицом Лу. Норман је умро десет година раније, а извршилац Нормановог имања, господин Кросби, кроз воде насељене алигаторима стиже до Норманове изоловане виле, где ће се у поноћ прочитати његов тестамент . У вили, Кросби упознаје госпођицу Лу, која тамо живи са великом црном мачком. Када извади тестамент из сефа, открива да га је неко већ дирао.
Кросбију и госпођици Лу придружују се Норманови преживели рођаци: Џојс Норман, Фред Блајт, Чарлс Вајлдер, Сисили Јанг, Сузан Тилбери и Воли Кембел. Док се група окупља у салону да прочита тестамент, гонг одзвони седам пута. Према речима госпођице Лу, то значи да ће само седморо од осморо присутних преживети ноћ.
Норманов тестамент се састоји из два дела. Први указује да ће Џојс наследити цело имање, под једним условом: забринут због трага лудила у породичној крви, Норман је одредио да се његови наследници морају показати ментално здрави наредних 30 дана. Ако Џојс за то време изгуби разум, наследник ће бити одређен из другог дела тестамента. Овај договор изазива забринутост за Џојсину безбедност, јер други чланови породице могу да повећају своје шансе за наследством тако што ће је убити или довести до лудила.
После читања, Кросби обавештава све присутне да ће морати да преноће; госпођица Лу их упозорава на духове у кући; а они проналазе чувара како се шуња напољу, који тврди да је убица познат по имену „Мачак” побегао из оближње луднице. У салону, Кросби покушава да упозори Џојс на нешто, али у зиду се отварају скривена врата и неко га повлачи у просторију иза њих. Џојс се уплаши када сви осим Волија поверују да је она ово умислила.
Усред сумњи и оптужби, госпођица Лу даје Џојс писмо од Нормана које Џојс и Воли користе да пронађу дијамантску огрлицу. Џојс ставља огрлицу испод јастука у Нормановој соби, али након што заспи, рука се пружа из зида, ужасава је и узима огрлицу. У овом тренутку, Џојс је скоро ван себе од страха и збуњености, али Воли проналази покретну зидну плочу близу њеног кревета и отвара скривена врата која воде до тајног пролаза. Кросбијев леш испада иза врата.
Да би помогао Џојс да се опорави од страха, Воли ћаска са њом у салону. Када оде да донесе пиће, чује нешто у Нормановој соби, где отвара скривена врата и истражује пролаз. У међувремену, Џојс види врата у салону како се отварају. Када је Воли позове, она га чује кроз пролаз и уђе у њега да га пронађе. Када се нађе унутра, неко затвара врата.
Без излаза, Џојс истражује пролаз, пролазећи поред мрачне пукотине у којој се крије чувар. Мачак такође пролази поред чувара, који га зауставља и узима му огрлицу, али му овај забија нож у леђа и прати Џојс, која је открила врата која воде напоље. Након што Мачак отера Џојс у шупу и запрети јој ножем, стиже Воли и зове га „Чарли”, након што је пронашао други део тестамента у Чарлсовом капуту. Чарлс скида своју маску, ножем закачи Волија за зид и почиње да дави Џојс, али стиже госпођица Лу са сачмаром и убија га. Следећег дана, Воли и Џојс објашњавају причу новинарима и незванично објављују своју веридбу.

## Улоге
| Глумац            | Улога            |
| ----------------- | ---------------- |
| Боб Хоуп          | Воли Кембел      |
| Полет Годард      | Џојс Норман      |
| Џон Бил           | Фред Блајт       |
| Даглас Монтгомери | Чарлс Вајлдер    |
| Гејл Сондергард   | госпођица Лу     |
| Елизабет Патерсон | Сузан Тилбери    |
| Нидија Вестман    | Сисили Јанг      |
| Џорџ Зуко         | адвокат Кросби   |
| Џон Вреј          | Хендрикс         |
| Џорџ Регас        | индијански водич |

## Пријем
The New York Times је писао да је Елиот Наџент „паметно режирао филм, користећи у потпуности предности стандардних језивих техника да уплаши подложну публику, али никада не губећи из вида свој главни циљ – комедију... циљ који се спроводи брзо и на наше потпуно задовољство”.
Variety је написао да је филм одржао „основну сабласну атмосферу и језивије ситуације” оригиналне представе и „да ће у великој мери задовољити обожаваоце мистерије, а публици уопште пружити застрашујуће узбуђење”.